# Tamara Castro
Tamara Castro (Ensenada, 4 de diciembre de 1972 - Humberto Primo, 8 de diciembre de 2006) fue una reconocida cantante folclórica argentina.

## Biografía

### Primeros años
Nació en la localidad de Ensenada, provincia de Buenos Aires. Al poco tiempo la familia se mudó a Brandsen, también localidad de la provincia de Buenos Aires donde vivió toda su vida. A los 3 años concurrió a clases de Oscar Murillo y Mabel Pimentel, con quienes al poco tiempo se conforman como Ballet Brandsen. Allí estudió danzas tradicionales y estilizadas hasta los 8 años.
Niña inquieta y deseosa de aprender cada vez más, a los 11 años integraba un coro, hacía teatro, participaba de talleres de arte y tocaba en la Banda Municipal.
A esta edad recibió su primera guitarra, regalo del día de Reyes. Tan grande fue su inquietud por aprender a utilizar este instrumento que a los 12 años participaba de peñas y festivales locales.

## Carrera
Su primer certamen fue a los 17 años en City Bell, donde obtuvo el Primer Puesto Solista Vocal Femenino, fue también a varios Certámenes Municipales, Provinciales y Nacionales entre los que estuvieron "La fiesta del ternero" (Ayacucho), "Encuentro de las sierras" (Tandil), "Festival Coronel Dorrego" (Mar del Plata), "Chascomús al País" (Chascomús) y al Pre Cosquín.
Cuando terminó sus estudios secundarios decidió mudarse a Buenos Aires para estudiar en el Instituto Nacional del Profesorado de Folklore. Allí ocurrió un encuentro que marcaría su vida artística; es en ese período donde conoce a Jorge Mlikota quien quedó cautivado por su calidad artística y carisma. Grabaron diferentes demos y comenzaron a presentarlos en distintos medios de difusión.
Decidió dedicarse por completo a su vocación y por ello partió rumbo a Cosquín para probar suerte. Allí recorrió todas las peñas pero debió volver por no haber conseguido la atención de los productores.
Titán Amorena  , propietario de DBN, la descubrió cantando en una parrilla de General Rodríguez para ganarse la vida, y firmó un contrato con ella.
Este giro en su vida hizo que aparezciera su primer material grabado: "Pasiones".
Editó seis discos como solista: Pasiones (1997), Revelaciones (1999), Resplandor (2000), Lo Mejor de Mí (2001), La Patria Digna (2003) y Vital (2006). Este año, en el certamen Cosquín de la Canción, la joven había recibido el premio a la mejor interpretación por la pieza Paradoja, de Jorge Mlikota.

## Muerte
Tenía previsto participar del Festival Internacional de la Canción de Viña del Mar (Chile) y del 47° Festival de Cosquín en 2007. Pero perdió la vida el 8 de diciembre de 2006, cerca de las 10.30 a causa de un accidente automovilístico. Tamara se trasladaba con su banda a la localidad de Chivilcoy luego de participar, la noche anterior, del festival folklórico que se desarrolló en la Comuna de Humberto Primo, Provincia de Santa Fe. El accidente ocurrió en la Ruta Provincial RP 13 cuatro kilómetros al sur de Humberto Primo. La camioneta Peugeot Partner en la que viajaban la cantante, su marido (quien conducía) y cuatro músicos chocó de frente contra un auto Fiat Palio, por un giro brusco realizado por la furgoneta, a raíz de haberse volcado un mate caliente sobre el conductor. Como consecuencia del choque, murieron Tamara y los cinco ocupantes del Fiat -dos hombres y dos mujeres en el momento y una tercera mujer en el hospital. Cuatro días antes había cumplido treinta y cuatro años.

## Biografía
En 2015, se publicó el libro independiente "Tamara Castro", un trabajo de investigación acerca de la biografía de la cantante, realizado por Pablo Martín Agüero.

## Premios y reconocimientos
- Premio Gardel 2007 de Mejor álbum artista femenina de folklore por Vital[8]
- Premio Gardel 2008 de Mejor álbum artista femenina de folklore por Inéditos[8]

## Discografía
- Pasiones (1997).
- Revelaciones (1999).
- Resplandor (2000).
- Lo mejor de mí (2001).
- La patria digna (2003).
- Vital (2006).
- Inéditos (2006).